# 9gag
9гаг или 9GAG у оригиналу је интернет сајт на енглеском језику. Основан је 2008. године и од тада убрзо постаје познат широм света. Сајт је познаt по употреби интернет мема.

## Порекло имена
Име сајта потиче од тога да je свака страна имала девет шала (енгл. gag). То је промењено у фебруару 2012, када је уведено скроловање због бржег и ефикаснијег коришћења сајта.

## Функционисање сајта
Корисници сајта шаљу фотографије, цртеже, фото-монтаже или друге садржаје које су сами направили, или пронашли на вебу. Други корисници на страни за гласање обележавају да ли им се садржај свиђа или не. Садржаји који на страни за гласање имају повољан однос позитивних и негативних гласова напредују на страницу са садржајима који су „у тренду“ (енгл. Trending). Ако и на овој страници достигне довољан број гласова, садржај прелази на насловну страну, на којој је приказан „врућ“ (енгл. hot) садржај.
Коментарисање послатих садржаја је омогућено преко Фејсбук профила.

## Рангирање сајта
9гаг је 15. фебруара 2012. био ранкиран као 257. на свету по посећености. 8% корисника су Бразилци, док је сајт у Бразилу рангиран као 57. Сајт је нарочито популаран у Португалу као 31, Филипинима као 32, Македонији 27. и Румунији као 28. сајт по посећености.